# Meclov
Meclov är en ort i Tjeckien.   Den ligger i regionen Plzeň, i den västra delen av landet, 130 km sydväst om huvudstaden Prag. Meclov ligger 391 meter över havet och antalet invånare är 1 062.
Terrängen runt Meclov är platt åt nordost, men åt sydväst är den kuperad. Meclov ligger nere i en dal.Runt Meclov är det tätbefolkat, med 369 invånare per kvadratkilometer. Närmaste större samhälle är Horšovský Týn, 5,3 km nordost om Meclov. Trakten runt Meclov består till största delen av jordbruksmark.